# Kopytkowo (województwo podlaskie)
Kopytkowo – wieś w Polsce położona w województwie podlaskim, w powiecie augustowskim, w gminie Sztabin.
Leży pomiędzy rzeką Biebrzą a Rezerwatem „Czerwone Bagno”.
Wieś do czasów Rozbiorów leżała na terenie Korony tuż przy granicy z Wielkim Księstwem Litewskim.
15 sierpnia 1943 wieś została spacyfikowana przez SS. Mieszkańcy najpierw zostali zgromadzeni na pastwisku, a następnie załadowani na furmanki i wywiezieni na roboty przymusowe do Prus Wschodnich. Wieś Niemcy ograbili i następnie spalili.
W latach 1975–1998 miejscowość administracyjnie należała do województwa suwalskiego.